# The George Burns Show
The George Burns Show  è una serie televisiva statunitense in 25 episodi trasmessi per la prima volta nel corso di una sola stagione dal 1958 al 1959.
È il seguito di un'altra serie televisiva, The George Burns and Gracie Allen Show, andata in onda dal 1950 al 1958. The George Burns Show debuttò nella stagione che seguì la chiusura dell'originale dopo l'abbandono della serie da parte della coprotagonista principale di Burns, Gracie Allen.

## Trama
George Burns interpreta se stesso, un produttore televisivo che, con l'aiuto della sua segretaria Blanche Morton, viene coinvolto in varie situazioni riguardanti il mondo del cinema, in particolare le scelte dei film o delle serie da produrre. Nel primo episodio, Burns decide di non produrre una serie televisiva poliziesca dal titolo The Blonde Who Died Twice.
Molti personaggi del mondo dello spettacolo del periodo interpretarono se stessi nel corso degli episodi. Nel terzo episodio, Jack Benny fa visita a Burns.

## Personaggi
- George Burns (25 episodi, 1958-1959), interpretato da George Burns.
- Annunciatore (25 episodi, 1958-1959), interpretato da Harry von Zell.
- Ronnie Burns (20 episodi, 1958-1959), interpretato da Ronnie Burns.
- Blanche Morton (14 episodi, 1958-1959), interpretata da Bea Benaderet.
- Harry Morton (11 episodi, 1958-1959), interpretato da Larry Keating.
- Bonnie Sue McAfee (10 episodi, 1958-1959), interpretata da Judi Meredith.
- Hula Hips Jenkins (6 episodi, 1958-1959), interpretato da Lisa Davis.
- Lily (4 episodi, 1958), interpretata da Barbara Stuart.
- Sid (3 episodi, 1958), interpretato da Charles Bagby.
- Landlord Knox (2 episodi, 1958-1959), interpretato da Douglass Dumbrille.
- Tony London (2 episodi, 1958), interpretato da Jack Albertson.
- Jack Benny (2 episodi, 1958), interpretato da Jack Benny.
- Carol Channing (2 episodi, 1959), interpretata da Carol Channing.

## Produzione
La serie fu prodotta da McCadden Productions
Tra i registi della serie è accreditato Rod Amateau, il produttore (4 episodi, 1958-1959).
La serie mantenne lo stesso cast della serie originaria (esclusa la Allen) ed ebbe come sponsor la Colgate-Palmolive ma non poté vantare lo stesso successo e fu cancellata dopo la prima stagione. Dei 25 episodi della stagione, 18 furono girati con un format da sitcom e i restanti 7 con un format da show televisivo dal vivo.

## Distribuzione
La serie fu trasmessa negli Stati Uniti dal 1958 al 1959 sulla rete televisiva NBC.

## Episodi
| Stagione       | Episodi | Prima TV USA |
| -------------- | ------- | ------------ |
| Prima stagione | 25      | 1958-1959    |